# Кордиш Леон Йосипович
Леонід (Леон) Йосипович Кордиш (22 липня 1874, Київ — 11 червня 1932, Київ) — український фізик-теоретик, доктор фізико-математичних наук, професор КПІ, член-кореспондент Всеукраїнської академії наук (1926), почесний член Краківської АН (1929) [2][5].

## Біографія та наукова діяльність
Навчався в другій Київській гімназії з 1884—1892 рік, яку закінчив з медаллю. У 1895 році був зарахований в ратники ополчення другого розряду. 31 травня 1900 року закінчив Київський університет з курсу математичних наук на фізико-математичному факультеті та отримав диплом першого ступеня. В університеті Л. Й. Кордиш займався переважно механікою під керівництвом професора Г. К. Суслова та М. М. Шіллера. З 1 лютого 1901 року Л. Й. Кордиш згідно з постановою Ради Київського політехнічного інституту, призначається молодшим вільнонайманим лаборантом при кафедрі фізики. В 1902 році вчений їде закордон для прослуховування курсів з теорії світла, пружності та інших розділів фізики [1]. У 1904 році був відряджений до м. Берлін, де працював під керівництвом Макса Планка [2]. Аналізуючи лекції М. Планка Л. Кордиш пише, що «лекції Планка становлять інтерес за самим характером наукового світогляду. Планк, якщо можна судити з його друкованих праць, дотримується напрямку емпіріокритичного». У цьому ж році працював викладачем в Жіночій гімназії Св. Катерини в м. Києві [4]. 6 лютого 1910 року Л. Й. Кордиш призначений штатним викладачем фізики в КПІ. У 1911—1912 рр. перебував у науковому відрядженні до Сарбонського університету (Париж) з метою дослідження вторинних коливань, де працював під керівництвом Анрі Пуанкаре. Обґрунтував оригінальну теорію вторинних коливань, узагальнив цю теорію на електромагнітні коливання і передбачив існування комбінаційних світлових коливань. У 1913 р. проходив наукове стажування в Німеччині у А. Зоммерфельда та в лабораторії електричних коливань Політехнічного інституту в Мюнхені, де розробляв загальну теорію ефекту Зеємана. Після повернення до Києва (1916) започаткував в Україні дослідження у галузі атомної спектроскопії. Захистив докторську дисертацію «Аномальные явления Зеемана» (1916). У 1921 р. обраний професором теоретичної фізики Київського університету [2].
Працював із перервами в Київському університеті і в Київському політехнічному інституті. З 15 липня 1922 року займає посаду професора електротехнічого факультету КПІ. Від 1927 року керував секцією теоретичної фізики Київської науково-дослідної кафедри фізики, а після перетворення її 1929 року в Науково-дослідний інститут фізики (тепер Інститут фізики НАН України) очолював теоретичний відділ цього інституту[1].
Розробляв теорію ефекту Зеємана, вперше поклавши в її основу представлення про просторове розміщення орбіт електронів в атомі. Для пояснення аномального явища вченим було запропонована ідея, згідно якої на рух електрона у полі впливає крім зовнішнього поля і внутрішнє поле, обумовлене рухом інших електронів. Отримав рівняння, яке вказує на прецесію і мутацію в русі електрона при сумісній дії магнітного поля і центральної сили [8]. Л. Й. Кордиш займався теорією X-випромінювання («О волновой природе X-лучей», «X-трубки Куллиджа», «Остаточные X-лучи», «К вопросу о происхождении характеристических X-лучей»). У 1923 р. подає теорію неперервного спектра X-випромінювання, виводить залежність між довжиною хвилі найбільш інтенсивного X-випромінювання і величиною потенціалу. Визначив у 1924 році поляризацію складових, на які спеціальна лінія розщеплюється в магнітному полі. Але хибні припущення щодо кількості електронів в атомі і засновані на них спроби знайти величину внутрішнього магнітного поля не дали можливості створити повну теорію аномального ефекту Зеємана [2].
Л. Кордиш — один із перших, хто своїми роботами підтримував та розвивав нові теорії некласичної фізики [3].
Автор праць у галузі механіки, акустики, спектроскопії, атомної фізики, термодинаміки, квантової теорії, теорії відносності, квантової механіки [6][7].
Автор підручників «Електротехніка. Основи теоретичні» (1927), «Теорія електромагнітного поля. Курс лекцій, що читав проф. Кордиш Л. Й. в Київському Інституті народної освіти в 1926/27 учбовому році» (обидва — Київ), «Физические основы высокочастотной связи» (співавт.) і «Електротехніка високої частоти. Загальні теоретичні основи».

## Найважливіші наукові досягнення
- У 1906 році опублікував статтю в якій він використовуючи теорію теплового випромінювання Планка, порівняв лінійчасті та смугасті спектри випромінювання і дійшов висновку, що смугасті спектри «виробляються» молекулами, а лінійчасті — атомами [1].
- В 1911 році виходить його перша стаття з теорії відносності «Елементарний вивід основних формул теорії відносності». Вчений формулює принцип відносності: «Вираз або формулювання того закону, за яким протікає яке-небудь явище, не залежить від того, відносно якої системи координат оцінювати явище; взяті системи координат можуть знаходитись в відносному спокої або в відносному рівномірному поступальному русі». Далі він вказує, що другий постулат про сталість швидкості світла виходить як необхідний наслідок першого, що й доводить. Л. Й. Кордиш виводить перетворення Лоренца та отримує співвідношення поперечної та поздовжньої мас: «таке ж співвідношення, яке існує між поперечною і поздовжньою масами Лоренцевого електрону» [1].
- У 1918 році виходить стаття Л. Й. Кордиша. присвячена питанням теорії відносності, «Гравітація й інерція», де він розглядає та дає характеристики існуючим на той час теоріям: теорії М. Абрагама: «… побудував теорію гравітації, що не узгоджується з елементарною теорією відносності в таких областях простору, в яких остання могла би мати застосування і таким чином, приймаючи цю теорію, ми повинні були б мати справу з усіма аргументами, що говорять на користь елементарної теорії відносності»: теорії Г. Нордстрема: "характерним для даної теорії є те що швидкість світла в порожнечі приймається незалежною від величини гравітаційного потенціалу; теорії Г. Мі: «… теорія гравітації, загалом доволі проста», яка «… не задовольняє постулату про тотожність інертної і важкої маси». У першій частині статті Л. Й. Кордиш виводить формули, що отримав Г. Нордстрем. і порівнює його підходи з іншими підходами: «Нордстрем при своїй побудові теорії гравітації припускає, як і Абрагам, що для гравітаційного поля мас місце рівняння Лапласа і Пуассона для електростатичного поля». У другій частині Л. Й. Кордиш розглядає теорію Ейнштейна і робить висновок, що «… інерція рухомого тіла збільшується від скупчення й наявності інших мас; енергія ж нерухомого тіла зменшується від наявності інших тіл. Але якщо інерція тіла залежить від наявності інших мас, збільшуючись разом з останніми, то існує можливість припустити, що інерція прямо обумовлена присутністю інших мас». У наступній праці «Гравітаційна теорія дифракційних явищ» Л. Й. Кордиш застосовує загальну теорію відносності до пояснення явища дифракції [1].
- У 1924 році виходять дві праці вченого — «Електромагнітні хвилі зі швидкостями, більшими швидкості світла» та «Теорія відносності й теорія квант». У першій праці він, розв‘язуючи рівняння електромагнітного поля, розглянув можливість існування електромагнітних хвиль, що поширюються з надсвітовими швидкостями і підпорядковуються рівнянням Максвелла. У другій статті Л. Й. Кордиш висловив припущення щодо існування гравітаційних міжмолекулярних полів [1].

## Основні праці Л.Й.Кордиша
1. Закономерности в спектрах // Физ. обозрение. — 1905. — Т.6. № 5. — С.193—216.
2. Полосатые спектры // Журн. Рус. физ.-хим. об-ва. Физ. отдел. — 1906. — Т.38. — С. — 119.
3. О закономерностях в строении полосатых спектров // Журн. Pvc. физ.-хим. о-ва. — 1906. — Т.38, вып. 8.- С. 145—155.
4. К вопросу о происхождении вторичных колебаний // Изв. Киев, политехи, ин-та. — 1911. — Кн. З.
- С.189—211.
5. Элементарный вывод основных формул теории относительности // Там же. — 1911. — Кн.1. — С.43-51.
6. Движение света в средах, обладающих рассеивающей способностью // Унив. известия,—1912. — Август. — С. 1—25.
7. Дисперсия белого света. — К.. 1913. — 38 с. (отд.оттиск из протоколов Физико-математического общества при Университете Св. Владимира).
8. Аномальные явления Зеемана // Изв. Киев, политехи, ин-та. — 1915. — Кн.1. — С.55—223.
9. К теории физических размерностей // Там же. — 1915. — Кн.2. — С.411—418.
10. Аномальные явления Зеемана. — Киев: Типография т-ва «И. Н. Кушнерев и Ко» , 1915. — 171 с.
11. Х-лучи и их волновая природа // Физ. обозрение. — 1916. — Т.17, № 1-2. — С.54—75.
12. К вопросу о происхождении характеристических Х-лучей // Унив. изв. — 1916. — № 11/12. — С. 17-44.
13. Движение электрона в магнитном поле при действии центральной силы // Журн. Pvc. физ.-хим. о-ва. Ч. физ. — 1917. — Т.49. № I. — С.22-36.
14. Гравитация и инерция // Унив. изв. — 1918. — № 3/4. — С. 1—36.
15. Гравитационная теория дифракционных явлений // Там же. — 1918. — № 3/4. — С. 1—20.
16. Причины теории непрерывного спектра Х-лучей // Зап. фіз.-мат. відділу. — 1923. — Т.1, вип.2. — С.72-75.
17. Электромагнитные волны со скоростями, большими скорости света // Изв. Киев, политехн. и с.х. ин-тов. — 1924. — Кн.1, вып. 1. — С.9—10.
18. Теория относительности и теория квант // Там же. — С. 10—17.
19. Теорія релятивності й теорія кванта // Зап. фіз.-мат. відділу. — 1924. — Т.І, вип.2. — С. 75—80.
20. Die Epsiein-SommerfelJsche Quantenregel // Zeitschrift für Physik. — 1925. — Bd.33. — S.214—218.
21. До теорії надпровідності // Укр. фіз. зап. — 1926. — Т.І, зш.1. — С.56—69.
22. Закони теорії гравітації Ейнштейна, які можна вивести з ньютонівських потенціалів // Зап. Київ, ін-ту нар. освіти. — 1926. — Кн.1. — С. 127—128.
23. Умови рівноваги в системі, що складається з вільних і зв'язаних електронів, йонів і атомів і являє "наелектрований провідник* // Укр. фіз. зап. — 1927. — Т.І, зш.2. — С.28—35.
24. Основні характеристики процесів у провіднику зі струмом // Зап. Київ, ін-ту нар. освіти. — 1927.
- Кн.2. — С.107—112.
25. Електротехніка. Основи теоретичні. — К.: Держ. вид-во України, 1927. — 344 с.
26. Про деякі особливості хвилевої Бройля-Шрьодингера теорії // Укр. фіз. зап. — 1928. — Т.І, зш. З.
- С.21-28.
27. Характерні риси матричної теорії // Там само. — С. 11—20.
28. До зв'язку хвильової теорії з матричною // Зап. Київ, ін-ту нар. освіти. — 1928. — Кн. З. — С.219—224.
29. Теорія електромагнітного поля. (Курс лекцій, що читав проф. Кордиш Л. Й. в Київському Інституті народної освіти в 1926/27 учб. році). — К.: Видавнича комісія І. Н.О. (надруковано всього в 50 примірниках).
30. До теорії феромагнетизму // До десятиріччя існування електротехнічного факультету Київського політехнічного інституту. — К.. 1929. — С.19—28.
31. Физические основы высокочастотной связи. — Харьков; Киев: Гос. науч.-техн. изд-во Украины, 1934. — 144 с. (спільно з Телеснін Р. В.. посмертне видання).
32. Електротехніка високої частоти. Загальні теоретичні основи. — Харків; Київ; Держ. наук.-техн. вид-во України. 1934. — 4.1. — 387 с. (посмертне видання) [1].

## Родина
Син Йосипа Кордиша, першого видатного фотографа Києва, що мав «заслуги... перед українською культурою» 